# Giovanni Battista Grillo
Giovanni Battista Grillo (alrededor de 1570 - noviembre de 1622) fue un compositor y organista italiano de fines del Renacimiento y principios del Barroco.
Se conoce poco de su vida hasta que fue elegido organista de la confraternidad veneciana Scuola Grande di San Rocco. El 30 de diciembre de 1619 fue nombrado primer organista de San Marcos. Falleció en Venecia.
Su música muestra la influencia de Giovanni Gabrieli, especialmente sus Sacri concentus ac symphoniae (Venecia, 1618) que incluyen canzonas de hasta 12 voces usando coros separados. También es conocido por tres canzonas instrumentales publicadas en la colección Canzoni per sonare con ogni sorte di stromenti (Venecia, 1608).